# 驪之戰
驪之戰發生於前659年，魯國攻打莒國的一場戰爭。
前662年，魯莊公死前，叔牙想擁立慶父為君，被弟弟季友賜毒酒毒死。魯莊公死後，公子班繼位為魯君子般。慶父勾結私通魯莊公的夫人哀姜，殺死了魯君子般，趕走了弟弟季友。立哀姜妹妹與魯莊公的兒子公子啟方繼位，就是魯閔公。
前660年，慶父與哀姜謀殺閔公，想自立為君。季友知道後，從陳國與閔公的弟弟公子申回到邾國，魯人要殺慶父。慶父害怕，逃亡至莒國。於是季友回國，立公子申為魯僖公。哀姜害怕得罪，逃亡至邾國。季友賄賂莒國國君送回慶父，但不免除慶父兩度弒君之罪，慶父其後自縊而死。齊桓公知道侄女哀姜在魯國作亂便殺了她。
翌年（前659年）冬天，莒國國君莒茲丕公派遣其弟公子拏到魯國索賄，季友率魯軍迎戰在驪地擊敗莒軍，擒獲公子拏。魯僖公賞賜汶陽之田及費地予季友。